# Erich Berko
Erich Berko (Ostfildern-Ruit, 1994. szeptember 6. –) német korosztályos válogatott labdarúgó, aki jelenleg a Stuttgarter Kickers támadója.

## Statisztika
2015. október 8. szerint.
| Klub                | Szezon             | Bajnokság | Bajnokság | Kupa  | Kupa  | Európa | Európa | Összesen | Összesen |
| Klub                | Szezon             | Mérk.     | Gólok     | Mérk. | Gólok | Mérk.  | Gólok  | Mérk.    | Gólok    |
| ------------------- | ------------------ | --------- | --------- | ----- | ----- | ------ | ------ | -------- | -------- |
| VfB Stuttgart II    | 2011–12            | 2         | 0         | 0     | 0     | —      | —      | 2        | 0        |
| VfB Stuttgart II    | 2012–13            | 8         | 0         | 0     | 0     | —      | —      | 8        | 0        |
| VfB Stuttgart II    | 2013–14            | 26        | 2         | 0     | 0     | —      | —      | 26       | 2        |
| VfB Stuttgart II    | 2014–15            | 7         | 2         | 0     | 0     | —      | —      | 7        | 2        |
| VfB Stuttgart II    | Összesen           | 43        | 4         | 0     | 0     | 0      | 0      | 43       | 4        |
| Stuttgarter Kickers | 2015–16            | 12        | 5         | 1     | 0     | —      | —      | 13       | 5        |
| Stuttgarter Kickers | Összesen           | 12        | 5         | 1     | 0     | 0      | 0      | 13       | 5        |
| Karrierje összesen  | Karrierje összesen | 55        | 9         | 1     | 0     | 0      | 0      | 56       | 9        |